# Robrecht De Smet
Robrecht De Smet (Oostende, 20 april 1875 - Meerssen, 1 mei 1937) was een Belgisch rooms-katholiek priester en onder meer voorvechter van de vernederlandsing van het onderwijs, Vlaams activist en initiatiefnemer van de Frontpartij. 

## Levensloop
De Smet volbracht de humaniora in Oostende. Samen met Hendrik Baels en Emiel Vliebergh bezielde hij er een leerlingenbond, die onder meer contacten in de geest van Albrecht Rodenbach organiseerde met gelijkaardige verenigingen in andere West-Vlaamse colleges. 
Hij studeerde in 1892 aan het Klein Seminarie in Roeselare en sloot er vriendschap met Cyriel Verschaeve. In 1894 studeerde hij verder aan het Grootseminarie in Brugge en werd de hoofdredacteur van De Vlaamsche Vlagge, de toonaangevende publicatie binnen de Vlaamse Studentenbeweging. 
In 1896 ging hij Germaanse filologie studeren aan de Katholieke Universiteit Leuven. Hij was de eerste West-Vlaamse priester die aan de onlangs opgerichte afdeling Germaanse filologie ging studeren. Tijdens de twee jaar durende opleiding, waarin hij August Borms, Omer Karel de Laey, Lodewijk Dosfel en Reimond Speleers leerde kennen, kwam hij tot de overtuiging dat het onderwijs in Vlaanderen dringend diende te worden vernederlandst. 
De Smet steunde dan ook actief de beweging die het wetsvoorstel Edward Coremans over het onderwijs ondersteunde. Dit was in tegenstrijd met de richtlijnen van Gustave Waffelaert en leidde tot een open conflict tussen hem en zijn bisschop.
Voor het schooljaar 1898-1899 werd hij leraar poësis in Kortrijk. Onder zijn leerlingen bevonden zich Jozef Lootens en de toekomstige bisschop van Brugge Henricus Lamiroy. Twee jaar later werd hij 'gedegradeerd' naar de vierde Latijnse in het college van Tielt. Dit was het gevolg van de uitgesproken ijver die hij aan de dag legde voor de vernederlandsing van het onderwijs en van de vrijheden die hij nam met het collegereglement.
Hij bleef zich ook buiten de collegemuren roeren. De Tieltse afdeling van het Davidsfonds werd door hem nieuw leven ingeblazen. Hij was actief in het Algemeen Nederlands Verbond en was aanwezig op de Nederlandse Taal- en Letterkundige Congressen in Nijmegen (1901), Kortrijk (1902) en Dordrecht (1904). Hij ondersteunde de Zuid-Afrikaanse Boeren in hun strijd tegen de Engelsen. Samen met Verschaeve ondernam hij tevergeefs pogingen om een missiecongregatie op te richten die de Zuid-Afrikaanse Boeren moest gaan bekeren.
Op scholen verspreidde De Smet een geschrift genaamd Verbetering van ons taalgevoel en introduceerde hij steeds meer Noord-Nederlandse schoolboeken. Hij kwam hiermee in conflict met de diensten van het bisdom Brugge en werd uit het onderwijs geweerd. Van 1907 tot 1921 was hij kapelaan, achtereenvolgens in Knokke, Poperinge, Assebroek en Westkerke. Vanuit die verschillende plekken bleef hij contact onderhouden met Vlaamsgezinde actoren. Een van hen was Cyriel Verschaeve, voor wie hij als mentor en uitgever optrad, totdat hun betrekkingen in 1913 definitief verkoelden.
Waar Verschaeve zich tijdens de Eerste Wereldoorlog achter het front bevond, woonde De Smet in bezet België. Hij nam contact op met Duitsgezinde activisten, zoals Emile Dumon en Eugeen Van Oye. Hij kreeg vaak bezoek van gelijkgezinden in zijn kapelanie in Assebroek, zoals Lodewijk Dosfel en de Duitse rechtsgeleerde Konrad Beyerle. Deze laatste was bij de afdeling Flandern attaché bij de gouverneur-generaal van bezet België en was een actieve voorvechter van de Flamenpolitiek. De Smet werd een fervent voorstander van de onder Duitse invloed vernederlandste Rijksuniversiteit Gent.

## Activist en Fronter
In november 1918, na de Bevrijding, werd de kapelanij van De Smet in Assebroek een geheime ontmoetingsplaats voor voortvluchtige activisten en sympathisanten. Zo verbleven er onder meer Reimond Speleers, Carlos Van Sante en Vital Haesaert. De Smet zelf had tijdens de oorlog niet speciaal de aandacht op zich gevestigd en maakte zich derhalve geen zorgen over het gerecht.
Kort na 11 november 1918 had in Gent een bijeenkomst plaats van de Frontraad en De Smet was er aanwezig. Daar werd beslist tot de oprichting van de Frontpartij. Voor de belangrijkste verantwoordelijken van de nieuwe partij speelde De Smet, net als andere activisten, een belangrijke adviserende rol. Hij propageerde bij de Frontisten een revolutionaire aanpak. Dit leidde tot de eerste geschillen tussen de Frontisten die voor de revolutie gewonnen waren en de meerderheid van de aanhangers, die opteerden voor een traditionele partij binnen een parlementaire democratie. 
De Smet keerde zich af van een in zijn ogen veel te gematigde aanpak en nam contact op met de groep van activisten die naar Nederland waren gevlucht. Op 4 december 1921 ontmoette hij Bob Standaert, Alfons Depla, Josué De Decker, Staf De Clercq, Berten Pil, Reimond Speleers, Hendrik Mommaerts, Ernest van den Berghe en Willem De Vreese en ze stichtten het Verbond van Vlaamsche Nationalisten De Blauwvoet, die de radicale aanhangers van een zelfstandig Vlaanderen wilde groeperen. In 1922 stichtte hij, samen met Josué De Decker, het weekblad Vlaanderen en zette hij in Gent een secretariaat op dat geleid werd door Hendrik Cayman. 
In juni 1920 werd De Smet overgeplaatst naar Westkerke. Van toen af aan kwamen psychische problemen tot uiting, onder meer verschijnselen van neurasthenie. Vanaf mei 1921 verliet hij de kapelanie en doolde rond, van vriend naar vriend of kennis. Zo verbleef hij bij dr. Rafaël Rubbrecht, ir. Achiel Ampe, Cesar Couvreur, prof. Amaat Dumon en Jozef Simons. Vanaf juni 1924 behoorde hij niet meer tot de clerus van het bisdom Brugge. Hij werd procurator benoemd van de Nederlandse katholieke missie in Zweden en vestigde zich in Meerssen.
Hij beëindigde hiermee zijn activiteiten niet binnen de Vlaamse Beweging. Met grote moeilijkheden hield hij het weekblad Vlaanderen boven water. Bij het wegvallen van de ene na de andere medewerker en na de complete breuk met de Frontpartij stichtte hij de Jong Vlaamsche Gemeenschap, om aansluiting te vinden met de jonge generatie flaminganten. Hij spiegelde zich hiervoor aan het voorbeeld van de Jungdeutsche Orden. Maurits Geerardyn werd hierin zijn medestander en helper. Het initiatief werd echter bestreden door onder meer Joris van Severen en Jeroom Leuridan. Om de Groot-Nederlandse gedachte te steunen werd de naam weldra veranderd in Jong Nederlandsche Gemeenschap. De Smet vond Willem Goedhuys (1899-1978), later NSB'er, bereid om een Nederlandse afdeling op te richten. Reimond Tollenaere voerde actie voor de groep, die hij, wat Vlaanderen betreft en zonder de goedkeuring van De Smet, wilde laten aansluiten als harde kerngroep binnen het VNV. Uiteindelijk was het Van Severens Verdinaso die de groep opslorpte.
Het weekblad Vlaanderen verdween en De Smet publiceerde korte tijd een eigen blad onder de naam Volksorde.
Vanaf 1933 speelde hij geen rol meer binnen de Vlaamse Beweging en vereenzaamd, ook al vanwege zijn moeilijk karakter, overleed hij in Meerssen.